# 中國香港棍網球總會

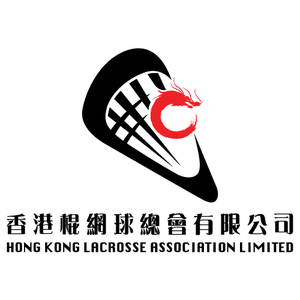
香港棍網球總會標誌

中国香港棍网球总会（英語：Hong Kong, China Lacrosse Association）為香港棍網球運動之監管機構，於2016年加入中國香港體育協會暨奧林匹克委員會成為觀察會員。
此運動為香港大學三大運動之一，由香港大學學生於1993年成立，棍網球總會同時為國際袋棍球總會、亞太袋棍球聯合會成員。
總會定期派出香港代表隊參加區域性及全球性比賽，當中包括棍網球和室內棍網球。

## 國際性比賽
- 世界袋棍球錦標賽：香港男子代表隊自2002年開始已參與世界排名比賽。世界袋棍球錦標賽是一個由國際袋棍球總會每四年一次舉辦的大賽。香港男子棍網球代表隊在2018年以色列舉行的世界男子棍網球錦標賽中在46隊中排行第27名。

- 女子袋棍球世界盃：香港女子代表隊先2013年起初參與世界排名比賽。女子袋棍球世界盃是一個由國際棍網球總會每四年一次舉辦的大賽。香港女子代表隊現世界排名18名。

- 亞太袋棍球棉標賽（ASPAC）：由亞太袋棍球聯合會舉辦每兩年一次的亞太區大賽，只有代表隊會被邀請參與，香港在2015年第一次被邀請參加。現時香港男子代表隊的最佳排名是第四名(總數有八隊參加)，而香港女子代表隊的最佳排名也是第四名(總數有六隊參加)。

- U19世界袋棍球錦標賽：每四年舉辦一次的大賽。香港在2016年第一次派隊(男子隊)出席，並在14隊中排名11。

- 大中華盃：由2016年開始舉辦，目的旨在推展香港，台灣同中國內地的棍網球文化及提供各地青年代表隊參與大賽的機會，因而命名為大中華盃。每一屆也由三地的接著舉辦，2018年屆是由台灣舉辦。每個地方也會派出男子隊和女子隊參賽。

## 本地比賽
聯賽
- 中国香港棍網球總會每年舉辦五個男女子聯賽，由入門程度至精英級別。聯賽季度由每年九月尾，十月初至五月尾。現在，有六隊男子隊和三隊女子隊在在各自級別的球會級聯賽作賽。除此以外，香港最高級別的四隊男子隊會爭取男子超級聯賽冠軍。另外，四隊男子和兩隊女子隊也在七人賽爭馳激烈。室內棍網球方面，有兩隊男子隊參與室內棍網球聯賽。在2017年開始，中国香港棍網球總會開始組織男女混合聯賽，以推廣和建立棍網球社群為基本。

香港棍網球公開賽
- 中国香港棍網球總會自2002年起舉辦的亞洲最大型和最受歡迎的棍網球比賽。每年也會吸引到不同球員級或代表隊到場參與。香港棍網球公開賽2018在2018年4月假香港大學何鴻燊體育中心和京士柏運動場舉行。總共有18隊男女子隊參加男女比賽。另外，也是首年增設青年組賽事，在10歲以下和13歲以下賽事總共有12隊隊伍參加，包括6支本地學校隊伍和6支亞洲區的邀請隊伍。

## 計劃
精英訓練計劃是中国香港棍網球總會推廣的球員發展計劃。被邀請的參加者需要出席一系列的選拔。被選中的球員在這為期兩年的計劃中，需要參加高強度訓練，並有機會會成為香港棍網球代表隊一員。
棍網球培訓計劃是為了讓更多青少年以及初學者能夠得到更完善的棍網球訓練而推出的計劃。計劃其中一項目的，是為了培訓一群能於將來代表香港U19棍網球代表隊，或銜接加入精英訓練計劃的球員。